# 駿河侵攻
駿河侵攻（するがしんこう）は、戦国時代の永禄11年（1568年）から元亀2年（1571年）まで行われた甲斐国の戦国大名である武田信玄による駿河国今川領や後北条氏領への軍事侵攻。これに便乗して三河国の徳川家康も遠江国今川領に侵攻し、和睦協議の結果遠江は徳川氏、駿河は武田氏によって分割され、戦国大名としての今川氏は崩壊した。

## 駿河侵攻前の情勢

### 侵攻開始年以前

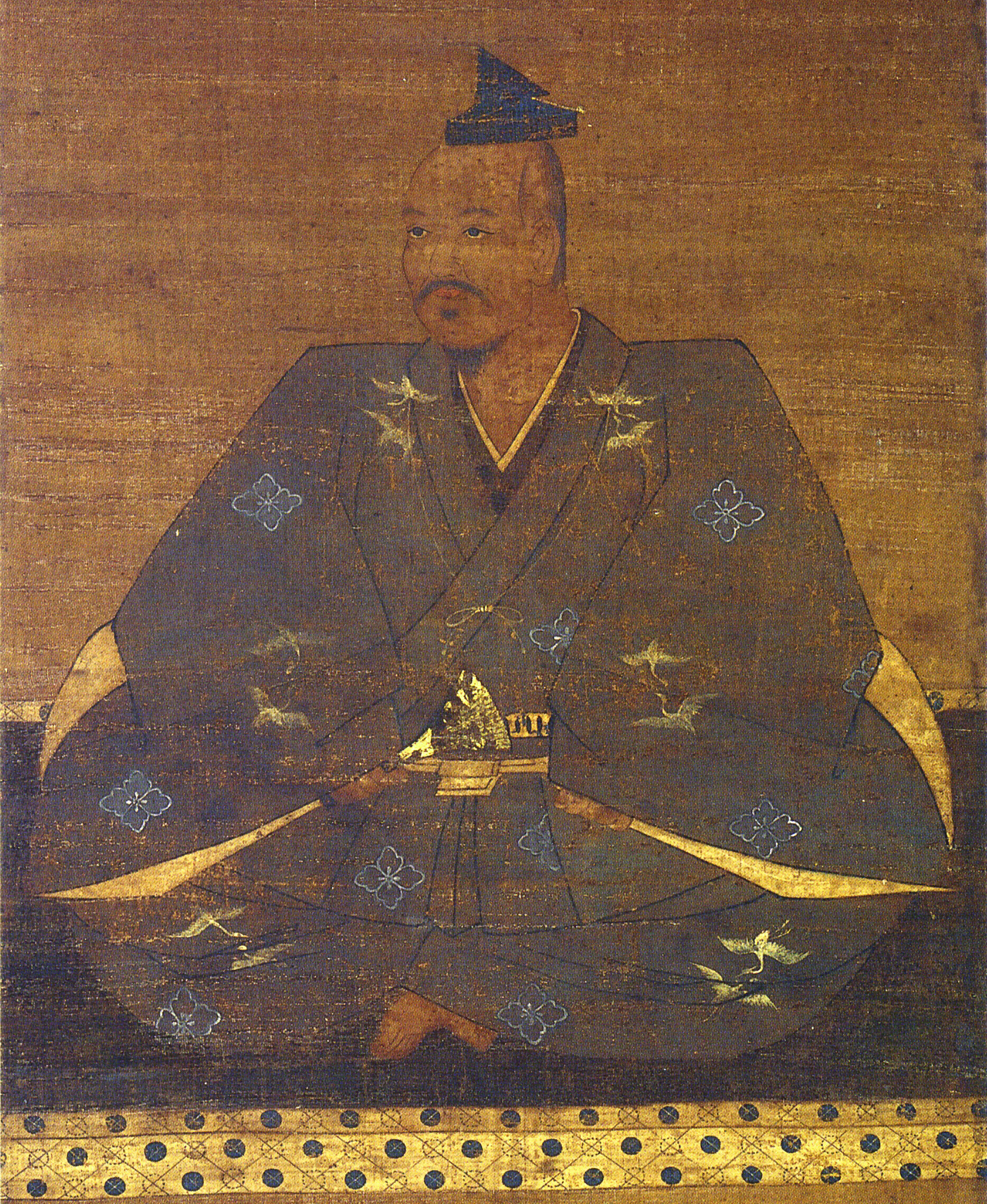
武田信玄

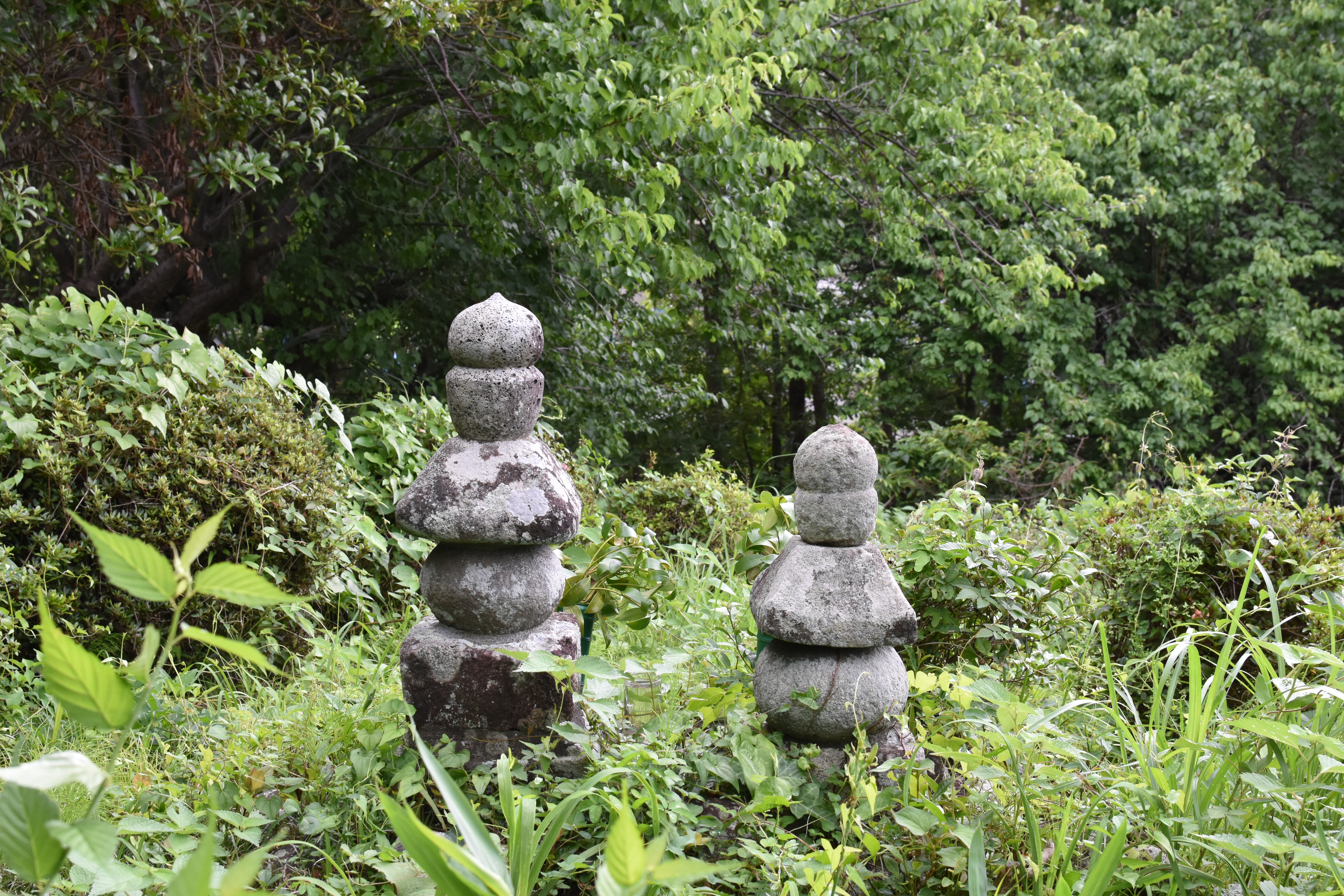
「内房口の戦い」の首塚（静岡県富士宮市内房）

天文23年（1554年）に駿河今川氏・甲斐武田氏・相模北条氏との間で駿甲相三国同盟が締結された。今川義元・武田信玄・北条氏康の三大名の政略結婚を基盤とした軍事同盟であった。
その後今川氏は三河地方において尾張織田氏と対立、永禄3年（1560年）5月19日に桶狭間の戦いで義元が敗死すると今川領国は動揺する。翌4年（1561年）4月にはこれまで今川方として織田方と対立していた松平元康が離反した。それ以後今川・松平間で交戦を繰り返し、翌5年（1562年）1月に室町幕府将軍足利義輝が停戦命令を出すも、収まらなかった。
永禄6年（1563年）には遠江国で「遠州忩劇」と呼ばれる国衆の反乱が発生するなど、今川領国は弱体化していった。同年閏12月6日の「武田信玄書状」に同盟を結んでいた今川氏に対する背信行為と取れる文面が確認され、遠州忩劇時に駿河侵攻を選択肢に入れていたとする見解もある。
一方武田氏は永禄8年（1565年）9月に信玄四男武田勝頼の正室に織田信長の姪を迎え入れ甲尾同盟を結ぶなど、対外方針に変化が生じており、義信は織田との同盟に反対していたとされる直後の10月には、義元の娘嶺松院を正室に迎えていた嫡男義信が信玄暗殺を企てた義信事件が発生している。永禄10年（1567年）6月、今川氏真は甲斐への塩止めを敢行した。同年10月に、義信が病死。同年11月に氏真は嶺松院を駿河に帰国させるよう要請したが、同盟破棄に繋がる事態になるとして信玄は難色を示している。その後、11月に嶺松院が駿府へ帰国するなど、緊張は極度に高まっていた。同年12月に今川氏と上杉氏間で同盟交渉が秘密裏に開始となった。

### 侵攻開始年（永禄11年）の情勢
永禄11年（1568年）氏真は謙信に対して幾度かの交渉の過程で、氏真は北条や武田との協議事項と機密事項を上杉方に漏らしており重大な同盟違反をしている。駿河侵攻直前の同年11月3日の武田家文書に「甲・駿両国之通路不自由之間」とあり、既に甲斐・駿河間の交通に変化が出始めていたことが指摘される。
これら動向の中で、駿河侵攻直前に武田・徳川間の同盟が成立している。しかし『甲陽軍鑑』『三河物語』等に記されるような国分協定自体は、存在したとする見方としなかったとする見方とで分かれている。
武田氏は侵攻前に駿河勢に対して調略を進めている。例えば駿甲国境の勢力である富士郡の佐野氏は、侵攻後に武田方に帰属するという穴山信君の要求を呑んでいる。こうして武田氏は駿河侵攻を開始、先ず駿河国富士郡の要衝で富士氏が守る大宮城（富士城）から攻撃は開始された。

## 侵攻開始から甲斐一時撤退（第一次）

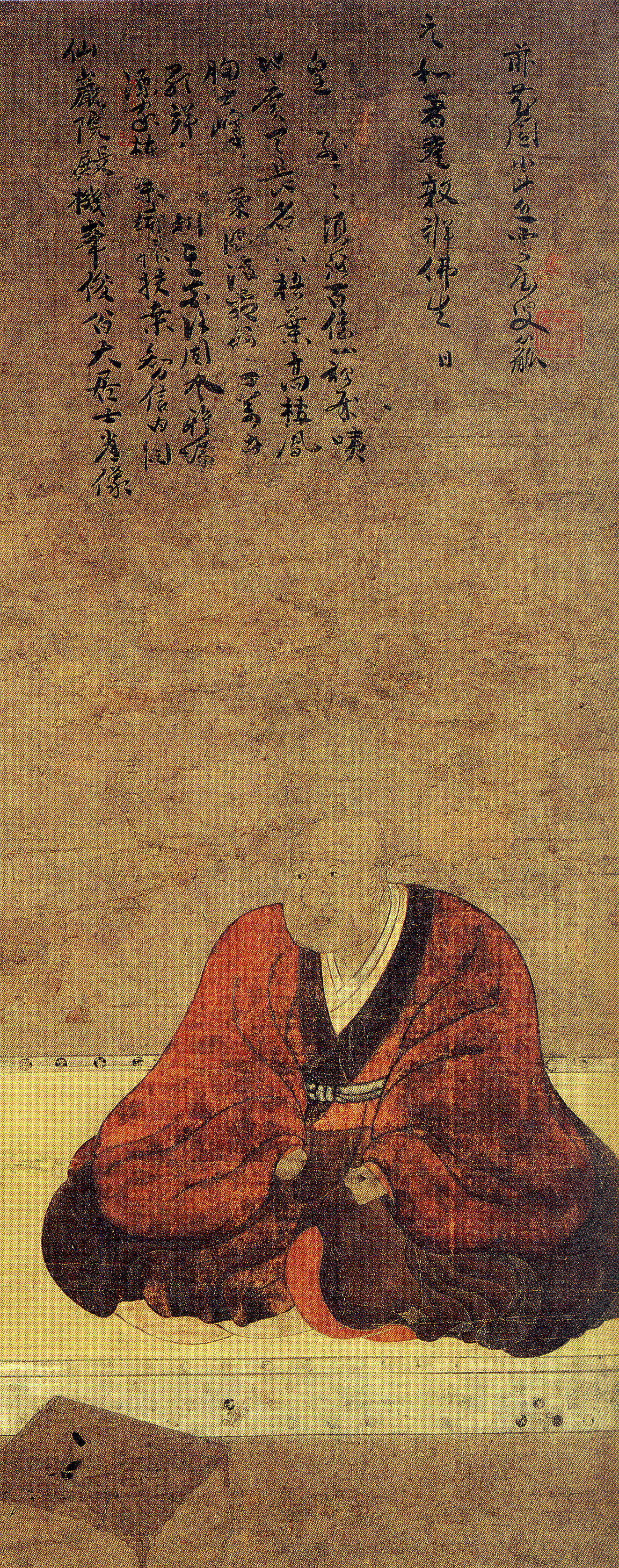
今川氏真

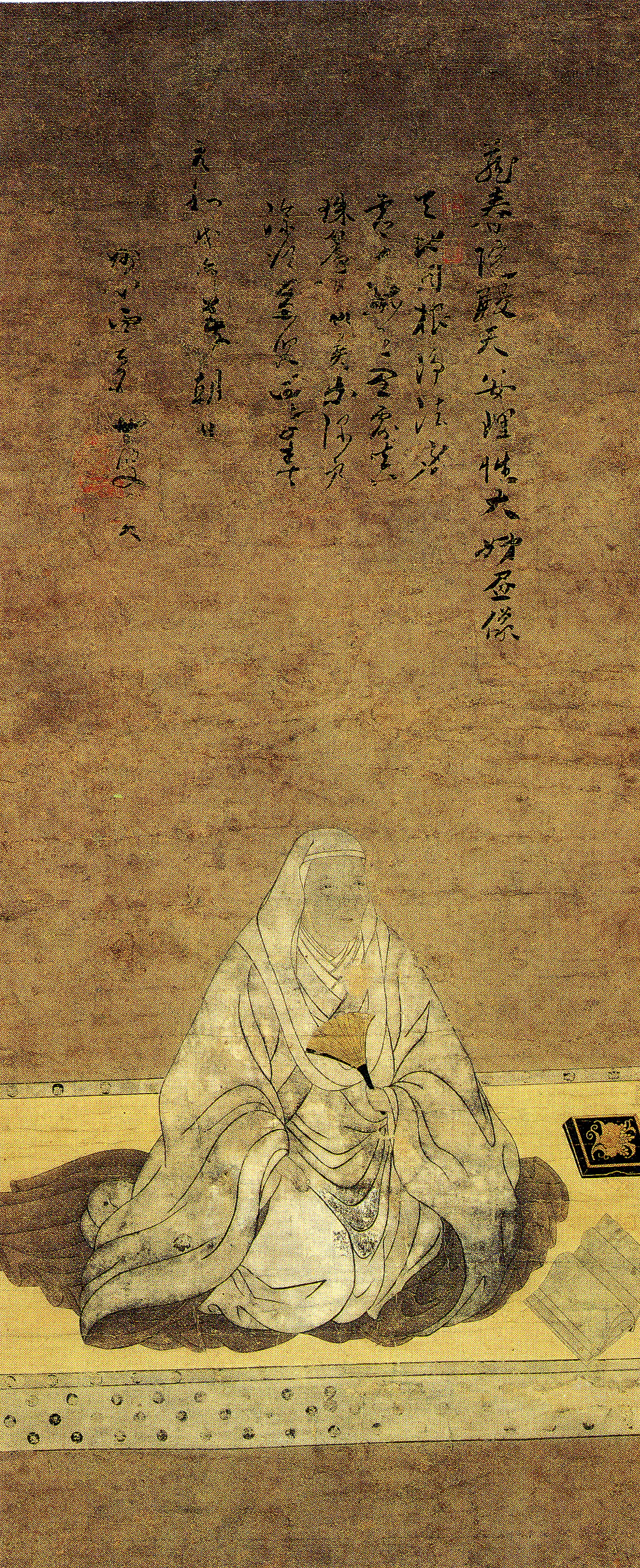
早川殿

永禄11年（1568年）12月6日、信玄は駿河侵攻を開始した。武田軍による攻撃は、同9日に駿河国富士郡の大宮城から開始された。武田軍別働隊が大宮城を攻撃、大宮城主の今川家臣富士信忠は防衛に成功する。その後武田軍は進路を西に向け交通の要衝である内房を経て駿府方面へと向かった。この「内房口の戦い」にて今川家臣荻清誉が討死している。

この動向を見た氏真は薩埵山で迎撃の構えを見せたが、家臣の離反が重なったため、あえなく退却する。離反した家臣は重臣とも言える面々であり、瀬名信輝・朝比奈信置・葛山氏元らは既に武田氏と内通していたのである。このため今川軍は戦わずして敗れ、12月13日に武田軍は駿府に入った。氏真は駿府を追われ、遠江懸川城の朝比奈泰朝を頼って敗走した。
この事態を伝える氏康書状には「愚老息女不求得乗物躰、此恥辱難雪候」とあり、氏康の娘で氏真の正室早川殿は輿も用意できずに徒歩で逃げざるを得ない危機的状況であった。また氏康は、娘が徒歩で逃げるという屈辱的な状況となったことに対し激怒している。
信玄は駿河侵攻の理由を「今川氏と上杉氏が武田を挟撃しようと画策していたため」と北条氏に説明していた。しかし氏真は氏康にとって娘婿という間柄である上、早川殿に降り掛かった災いもあり、氏康は武田氏との同盟破棄を決意する。
また氏真の援軍要請を受けて北条氏当主である北条氏政自身が駿河に援軍に向かっており、12月12日 には伊豆三島に陣を張っている。この翌12月13日に氏真は懸川城へと敗走しているが、氏真敗走の同日北条氏は薩埵山に先鋒隊を送っており、北条氏信が薩埵山近郊の蒲原城に城主として入城している。結果、興津川以東を早期に北条方が押さえる格好となった。
武田氏の駿河侵攻で武田方に与する今川旧臣が居た一方、徳川方に与した者も居た。井伊谷三人衆もその例であり、遠江侵攻前に徳川方の交渉で引き入れており、仮に武田方が介入してきても見放さないという起請文を同12日に家康は与えている。こうして同13日に家康は三河から遠江に侵攻を開始する。この侵入ルートは諸説あるが、陣座峠が目される。

徳川方は遠江に入ると交渉・調略で二俣城・引間城を手にする。この引間城接収の際、お田鶴の方が身を挺して抵抗したとされ、この伝承は後世にも語り継がれている。
その後12月21日には高天神城の小笠原氏を味方に付け、久野城の久野宗能も味方につけた。
懸川城には遠江系の朝比奈氏がおり、また氏真の懸川城入城に伴い遠江衆らが対徳川戦力として合流している。同月中には北条氏からの援軍も懸川城に到着しており、これらが懸川城の戦力であった。また遠江でも今川方の城が健在であり、堀江城では大沢基胤や中安種豊が、遠江宇津山城では大原資良が、堀川城では堀川一揆勢が籠城し対徳川勢力として踏み留まっていた。

これに対し徳川勢は懸川城周辺に多くの付城を普請する。同年12月27日辺りから徳川軍と今川軍の戦闘が本格化し、同28日には今川軍が徳川方の西郷之構（付城）に攻め込み損害を与えている。翌永禄12年（1569年）正月21日には懸川城外の天王小路や天王山砦で戦闘となり、天王小路では徳川方を敗走させることに成功する。同28日にも天王社路で戦闘となり、徳川方の菅沼美濃守が討死するなど、激戦の模様であった。結果、家康は懸川城を包囲するに至る。しかし武田方の秋山虎繁が遠江に侵入するなどしたため、武田と徳川間で齟齬が生じている。
永禄12年（1569年）正月26日には北条氏政率いる本隊と武田軍が薩埵山にて対陣する。北条氏当主と武田氏当主が対陣するという、特に緊迫した状態となった。また武田方が北条方に釘付けになっている隙に乗じて今川方の土豪が一揆を起こしている。安倍一揆らが北条氏に宛てた書状には「府内二ハ甲州之人数無之候」とあり、同27日には駿府（府内）を今川方が奪還している。
同年2月1日、信玄は河内領主穴山信君に命じて葛山氏元と共に再び大宮城を攻めさせたが、富士信忠は再度これを防衛することに成功する。同26日に北条氏邦が興津城を攻撃し、同28日には薩埵山・興津一帯で武田軍と北条軍が交戦する。
同年3月にも武田軍と北条軍は交戦を重ねるが、勝敗はつかなかった。また各地で戦闘が発生、同月徳川方は懸川城を攻めるも撃退されており、同8日に家康は今川氏真に対し和睦を提案している。富士上方の上野筋では北条方の井出正次・正直が戦功をあげるなどしている。
富士上方には甲斐と駿河を結ぶ街道である中道往還が通過しており、そこを富士氏や井出氏が堅固していた。また大宮城が位置する富士大宮は駿州往還に近接しており、これら街道を未だ今川方が押さえていたため、武田軍は甲斐への帰路を絶たれていた。
信玄は3月23日、在京の家臣に宛てた書状の中で信長との交渉を命じている。内容は武田氏・上杉氏間の和睦の下知を室町幕府将軍足利義昭に出してもらうよう、信長に口添えを依頼するものであった（第一条）。また今川・徳川間の和睦の仲介を信長が行っている意図を確認するよう指示している（第二条）。また第三条に「信玄滅亡無疑候」とあり、信長に見放されたら滅亡は疑いないと信玄は強い危機感を家臣に示している。
同年2月末から3月頃、徳川方の攻撃を凌ぎきれない宇津山城主大原資良は、城に火を放ち脱出した。同年3月27日には堀川城が落ち、同年4月には堀江城が開城した。堀江城は最前線でよく守っていたが情勢は難しく、基胤らはこの情勢を氏真に伝え、氏真より開城の許しを得た上で徳川方に帰属した。堀江城開城により、徳川氏は遠江をほぼ制圧することに成功した。これは徳川にとって大きな節目となった。
武田氏は下野国の下野宇都宮氏・常陸国の佐竹氏・安房国の里見氏ら関東諸氏に呼びかけて牽制を行ったが、北条氏を撤兵させるには至らなかった。関東諸氏への呼びかけは家康宛の「武田信玄条目」から知られ、武田は家康に北条氏と同調しないよう暗に伝えている。信玄は久能山に久能城を築城、4月19日には久能城と横山城の城掟を定め、対北条氏の押さえの城郭とした。4月28日には横山城に穴山信君を残して興津を撤兵し、甲府に撤退した。
この甲斐撤退は現在も「信玄の樽峠越え」という伝承として残るが、これは大宮城を落とせず中道往還や駿州往還を通過できなかったため、難所を切り拓いて帰国せざるを得なかったためである。こうして第一次駿河侵攻は、武田軍が駿府を占有するに至る。一方で富士郡と駿東郡は北条軍が抑える状況であった。

## 懸川城開城から大宮城開城（第二次）

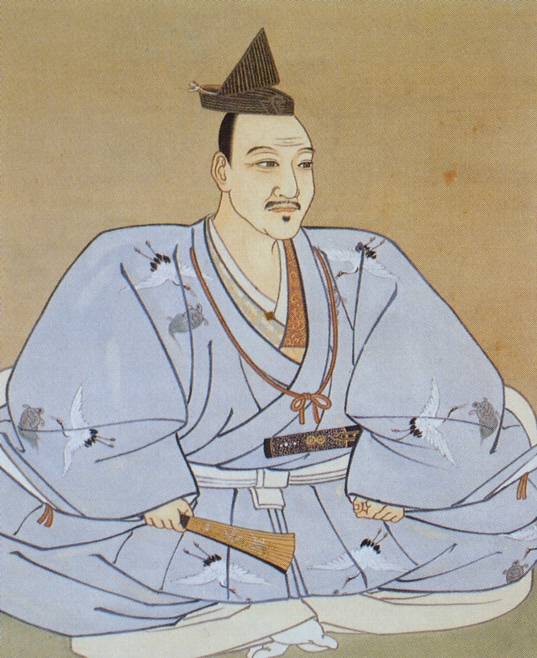
北条氏康

徳川と今川との交渉の末、永禄12年（1569年）5月6日には懸川城の開城が決定、徳川・北条間の和睦の元氏真と早川殿は同15日に出立し、海路を用いて同17日には北条領の蒲原城に脱出した。今川・徳川間の和睦および徳川・北条間の和睦が成立したことから、徳川・北条・今川の停戦が成立したことになる。
また氏真は同23日には氏政の嫡男・国王丸（北条氏直）を養子に迎えて駿河・遠江を譲った。同様の内容を示す北条氏政書状が同年閏5月3日に大宮城主富士信忠・垪和氏続・大田氏房らに発給されており、北条側からも周知が図られた。こうして戦国大名としての今川氏は滅亡した。
また氏真は同年閏5月15日時点で大平城に在城しており、氏真書状に「於懸河大平逐籠城」とあるように、籠城の構えを見せている。またその後は伊豆韮山城に移ったとする見解もある。氏真はこの間家臣らに感状を発給、大宮城で奉公した井出伊賀守や薩埵山で奉公した嶋田甚大夫への文書が残る。
同年6月9日には北条氏政と上杉輝虎が越相同盟を締結する。越相同盟と同月に信玄は再び軍勢を率いて北条領に侵攻し北条軍を牽制、伊豆・三島一帯を放火した上で進路を西にとり、御殿場口から駿河に侵攻した。駿河には未だ陥落していない大宮城が所在し、3度目となる大宮城攻撃を行うためであった。
この時北条氏康は一族を総動員し、北条氏政・氏規・氏邦・氏忠・氏信が出陣している。
同年6月から大宮城攻撃は開始され翌7月3日についに大宮城は開城した。富士郡の要衝であり不落であった大宮城を攻略したことにより、武田軍は富士郡を支配下に治めることに成功した。その後武田軍は甲府へ撤退する。7月下旬には武田氏と上杉氏間で和与が成立した（甲越和与）。

信玄は後北条氏の戦力を駿河方面から小田原方面へ集中させるため、同年8月下旬に甲府を出て信濃国から碓氷峠を越え武蔵国に入り、関東の北条領へと入る。氏邦を城主とする鉢形城や北条氏照を城主とする滝山城を攻撃し、その後更に小田原まで侵攻し火を放ち、同年10月4日には領国への帰還を開始する。帰還の途で三増峠の戦いとなり、武田軍は北条軍を破り甲府へと帰還した。
こうして第二次駿河侵攻では大宮城を陥落させたことで武田氏は富士郡を手中に収めることに成功した。また武田軍の小田原侵攻で駿河の北条軍を関東へ引き戻すことに成功したため、次回駿河侵攻のための状況を整えたとも言える。

## 蒲原城落城から駿河占領（第三次）

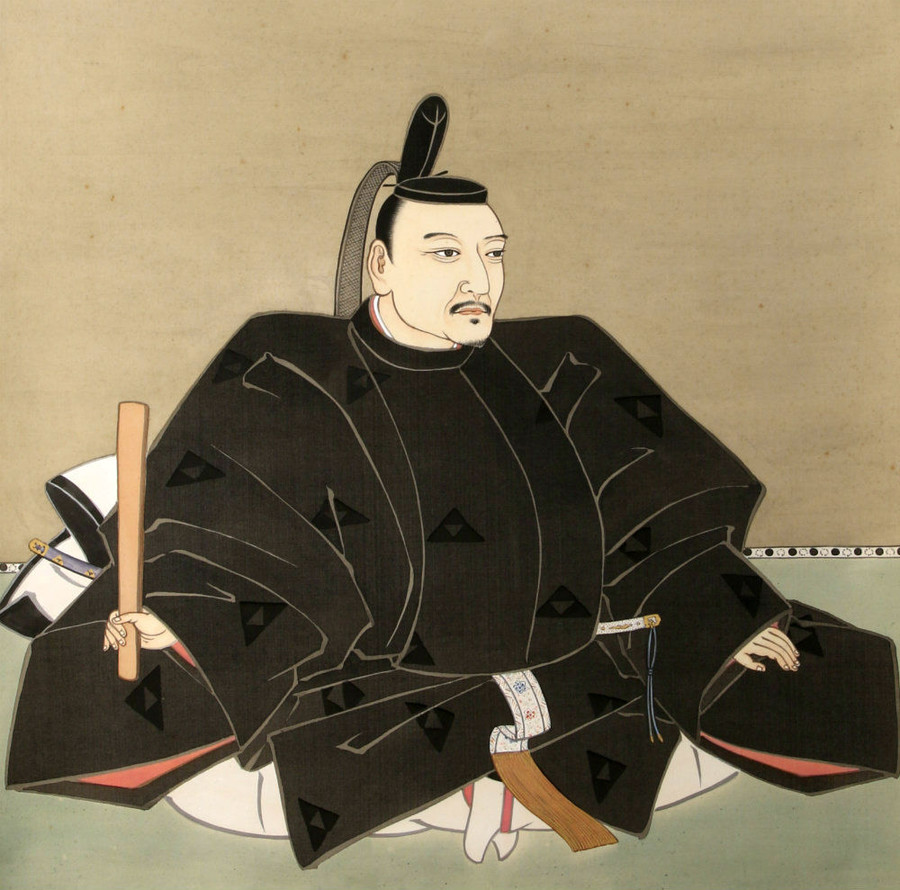
北条氏政

永禄12年（1569年）11月9日、信玄は諏訪大社に戦勝祈願し、駿河に向け出立する。これを見た北条氏康は氏政・氏規・氏忠を韮山城へと派遣する。信玄は同22日に大宮城に着陣し27日まで在陣した後、西方へ移動を開始する。諏訪大社への願文に「則蒲原城、興国寺同前、駿州一円令静謐、達信玄本意者」とあるように、武田軍は12月6日には蒲原城を攻撃した。
信玄書状に「当地之事者海道第一之名地」と見える蒲原城はこの猛攻で落城、蒲原城主北条氏信をはじめとして弟の北条長順、重臣の清水新七郎・笠原氏・狩野介らが討死するという結果となった。同じく戦線に居た富士信忠は辛くも離脱するという状況であり、信忠宛の北条氏政書状では「余令恐怖、其以来無音、背本意存候」とあり、蒲原城の開城は驚きを持って迎えられた。
蒲原城落城の影響は極めて大きく、武田勝頼書状に「去十二夜中、薩埵自落」とあるように、同12日には薩埵山の北条軍も自落した。この大きな情勢変化により、北条軍は退却を余儀なくされる。
同13日には今川館に籠もる岡部正綱が降伏、こうして武田氏は駿府を占領した。正綱は懸川城開城後に駿府を再興していたが、結果明け渡すこととなった。
その後、武田信玄は駿河で越年し、永禄13年（1570年）正月には駿河山西に進出した。同地域には花沢城と徳一色城（後の田中城）が在った。武田軍は大原資良が籠もる花沢城に度重なる攻撃を仕掛けたが落城せず、穴山信君重臣の万沢遠江守が討死するなど激戦となった。最終的には同月下旬に。信玄自ら出陣し落城させた。『武徳編年集成』には「正月二十五日、信玄大兵ヲ率テ」とある。その後徳一色城の長谷川正長が城を捨てたため、同城を手にする。武田氏はこの徳一色城を改修、大城郭で構成される田中城へと変貌した。
信玄は同年2月中旬に清水に移動する。清水では水軍拠点の構築や海防施設構築を行っていた可能性が諸家により指摘される。信玄は同月下旬には甲斐へ一時帰国する。
同年4月16日に武田軍は富士口へ出陣、同年8月になると武田軍は駿東郡への攻勢を強めていく。武田軍は8000の兵を率いて北条方の韮山城を攻撃、氏規・氏忠ならびに清水康英や大藤政信といった重臣らがこれを撃退する。今川氏真は元亀元年（1570年）9月3日には相模に移っている。
翌元亀2年（1571年）に入ると武田軍は、北条軍の深沢城・興国寺城への攻撃を激化させる。
深沢城は駿河侵攻以後に北条方が築城した城であり、永禄12年（1569年）閏5月13日には、その城の存在が確認されている。当時の深沢城には、北条綱成や松田憲秀が派遣されていて、大宮城の落城後は深沢城は河東地域において対武田軍の最前線拠点となっていた。
興国寺城は永禄12年正月に垪和氏続が城将として派遣され、同年8月には城主に任命されており、それ以来、氏続が守っていた。
元亀2年（1571年）正月10日に北条氏政は深沢城へ救援に向かうも、北条綱成は武田軍の攻撃に耐えきれず、北条軍の深沢城は同16日に開城する。一方、興国寺城は氏続が防ぎ切っている。深沢城開城後は信玄・氏政は帰陣したため当地での抗争は収まっているが、北条氏は深沢城を攻略されたことで御厨地域を失っており、北条氏の駿河における影響力は駿東郡南部に限定される形となった。危機感を感じた北条氏は同年3月に足柄城と河村城の普請を行っている。
同年10月3日に北条氏康が死去したため、北条氏政は武田氏との講和へと着手する。
同年12月には甲相同盟が締結され、駿河侵攻は終息した。
翌3年（1572年）には国分が完了する。国分では同年正月8日に北条方の興国寺城と平山城が武田氏に引き渡されており、駿河の北条氏領の多くは武田方となっている。しかし部分的には駿河の北条氏領は残り、狩野川と黄瀬川が境界であるとされる。
第三次駿河侵攻では、武田軍は駿東郡への攻勢を強め、戦局を優位に進めた。そして、北条氏康の死去を契機として「甲相同盟」が締結されたことにより、武田氏は駿河一国をほぼ領することとなった。

## 武田・徳川間の相違

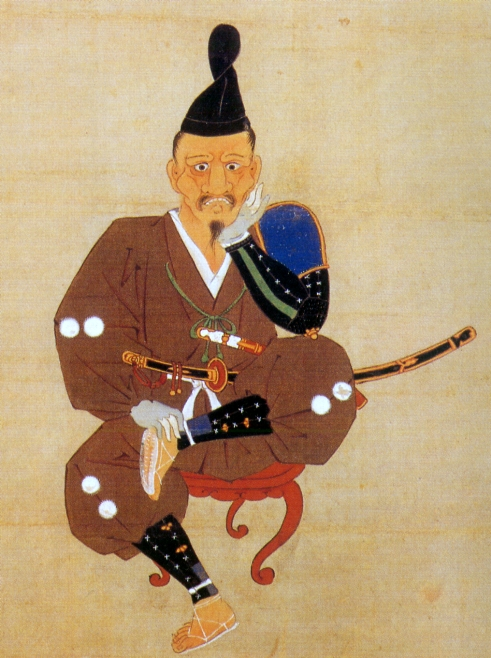
徳川家康

駿河侵攻の過程で、徳川家康が武田信玄に抗議する事態が発生している。両者は侵攻以前に同盟を締結していたが、両者の意図には齟齬があり、武田軍の一部である秋山虎繁別働隊が永禄11年（1568年）12月に遠江国へと干渉している。結果、徳川家康が抗議する事態となり、信玄は謝罪した上で翌12年（1569年）正月には別働隊を引かせている。
この問題を解決するため、家康は信玄に誓詞を提出し、信玄は家康に血判状を提出している。
この秋山虎繁の遠江侵入が武田・徳川同盟に亀裂を生じさせ、家康の対外政策は急変する。また家康は、信玄の弟にあたる武田信友らが事前の相談もなく今川方と人質交換を行ったことに対し盟約違反であると抗議し、結果、武田方は人質としていた酒井忠次の娘を徳川方へと返還する事態となっている。
永禄12年（1569年）5月6日には懸川城は開城し、徳川・北条間の和睦の元、今川氏真と早川殿は北条領に脱出した。この動向に対し武田信玄は、同23日の織田信長に宛てた書状にて「存外之次第」と不満をあらわにした。また「既氏真・氏康父子へ不可有和睦之旨、家康誓詞明鏡候」とし、家康は氏真と北条氏康・氏政父子と和睦しないと誓詞に明記していたのにもかかわらずそれに違反したという認識を示している。また信長から家康に対し、今川・北条と断交するよう促すよう求めている。
その後も信玄の不満は収まらず、翌13年正月にも信長宛に書状を送り、家康による誓詞の存在を持ち出すなどし、執り成しを期待したが成されなかったことに対する不満をあらわにしている。その書状には「徳川家康大悪之擬」とあるように、武田信玄は徳川家康・北条氏政・今川氏真各人に対して憤慨している。

## 影響とその後

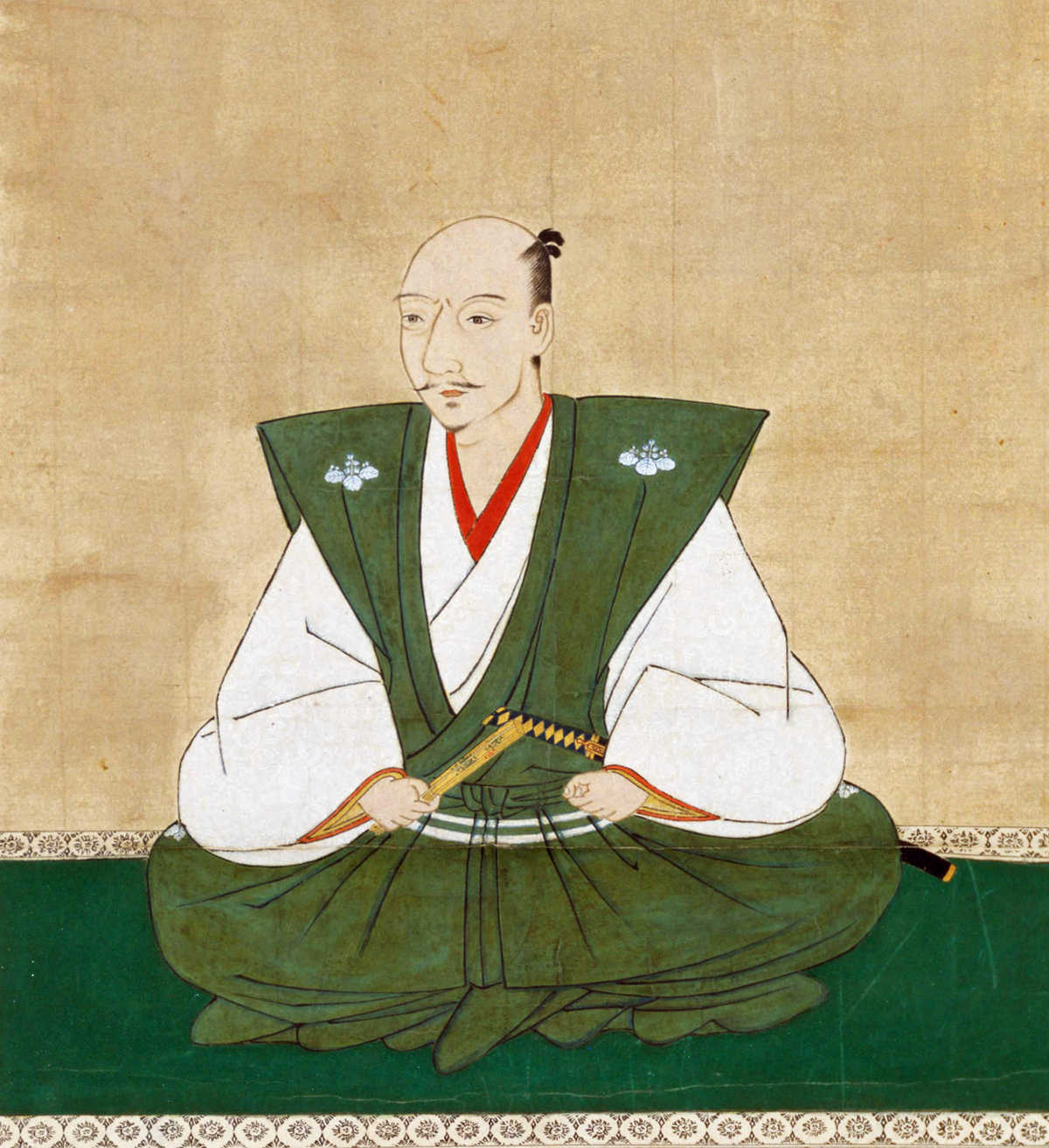
織田信長

### 武田氏
従来、武田信玄は北条氏に対し駿河侵攻の理由を「今川氏と上杉氏が武田を挟撃しようと画策していたため」と説明していたが、結果としてその北条氏は今川氏を支援する立場となったため講和関係を結べず、また対北条に兵力を割く必要があったために交渉上で徳川に譲歩せざるを得なくなった。
元亀元年（1570年）10月に家康は武田との同盟破棄を宣言し、徳川との亀裂は避けられぬ状況となる。信玄は信長に執り成しを要望していたがこの間、信長は執り成しに動かなかったため、これが信長との同盟破棄の遠因となったとする向きもある。
信玄は元亀3年（1572）10月10日には遠江侵攻を開始するが、同21日に武田方に宛てた書状に「可散三ヶ年之鬱憤候」とあり、家康を攻撃する理由は三ヶ年の鬱憤を散じるためであるとしている。この「三ヶ年」とは、元亀元年の家康による同盟破棄から数えての三ヶ年を指すと考えられている。

### 北条氏
元亀2年（1572年）12月に武田氏・北条氏間で甲相同盟が締結されたため、北条氏と上杉氏は手切となった。尚、北条氏と武田氏は天正7年（1579年）には再び駿河を巡って抗争している。

### 今川氏
今川氏真は駿河侵攻の最終局面で、未だ味方として軍役奉公している旧今川家臣らに「暇状」を出している。その面々は三浦八郎左衛門尉・冨永右馬助三浦弥三富士信通三浦元政らであった。
氏真は甲相同盟後に直ちに相模を出国したと従来考えられてきたが、今川義元の十三回法要を元亀3年（1572年）5月19日に相模で行っており、香語から相模に居住していたことが知られる。一方、政治的には氏真による駿河支配に関わる発給文書は元亀4年（1573年）2月7日以降確認されないため、駿河に対する影響力は絶たれている。その後、伊豆に蟄居した可能性が指摘され、天正元年（1573年）8月には浜松に居たとされる。
今川氏真は織田氏を頼り、天正3年（1575年）3月16日に織田信長の元に出仕しているが、背景として信玄の死去により駿河奪還を視野に入れたためではないかとする見解がある。また、同年の長篠の戦いでは、今川氏真は織田軍の後詰として従軍し、同年7月にも武田方の諏訪原城（後の牧野城）攻めに参加した。その後、今川氏真は牧野城の城主となり、「氏真衆」を率いている。また、この時は、未だ警戒すべき存在として武田方から認識されていた。
甲州征伐の際も氏真は徳川軍に同行しており、また駿河侵攻で徳川に召し抱えられた旧今川家臣が氏真に再仕官を求めるなど、未だ影響力を保持していたとされる。
結果として、今川氏真は、対武田氏としての軍事行動を行う立場の中で、武田氏の滅亡を見届けることとなった。